# Ottakringer Friedhof

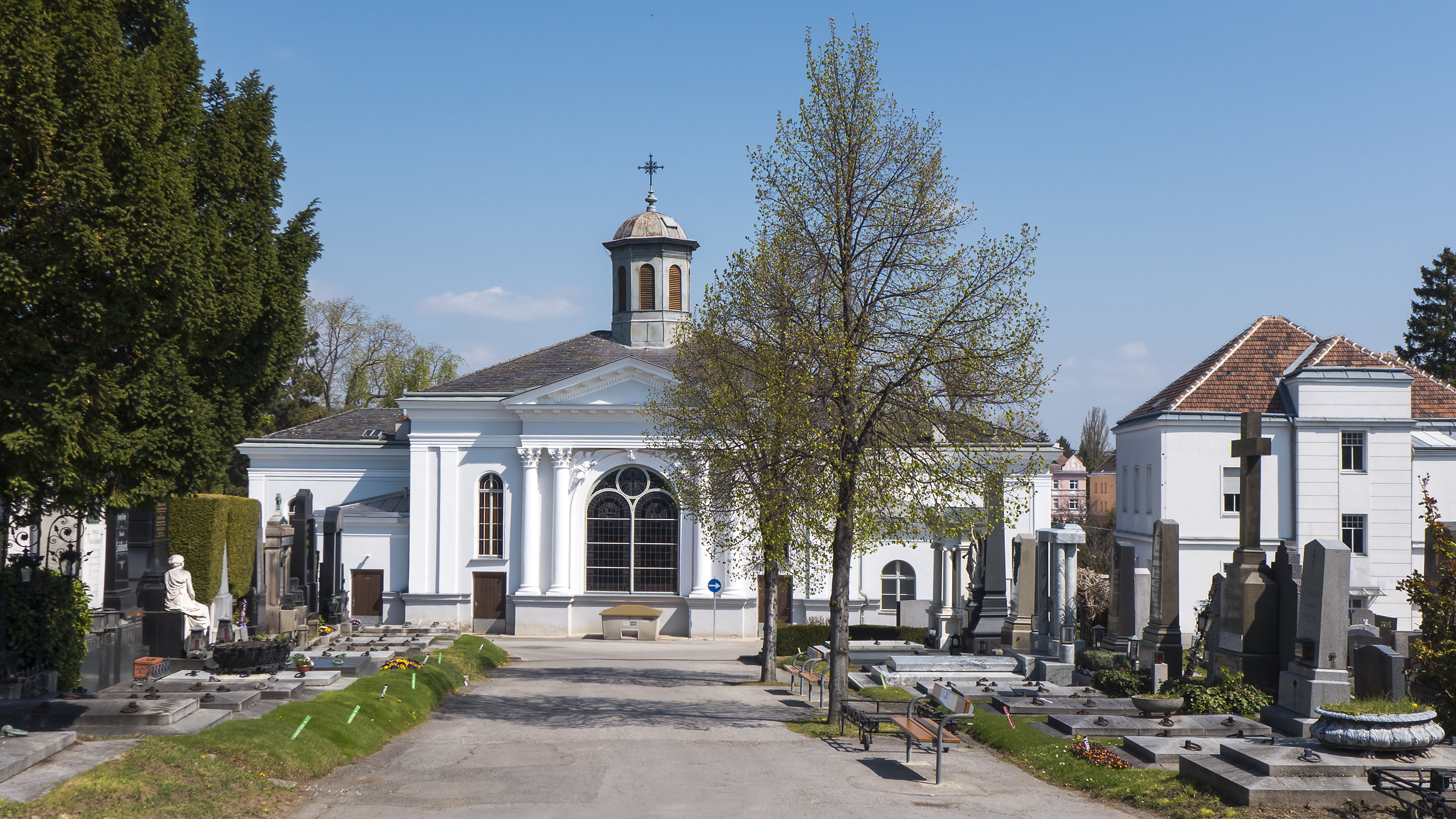
Ottakringer Friedhof und Aufbahrungshalle 1

Der Ottakringer Friedhof ist ein Friedhof im 16. Wiener Gemeindebezirk Ottakring.
Die 1885 als Friedhofskapelle erbaute Aufbahrungshalle 1 steht unter Denkmalschutz (Listeneintrag).

## Lage

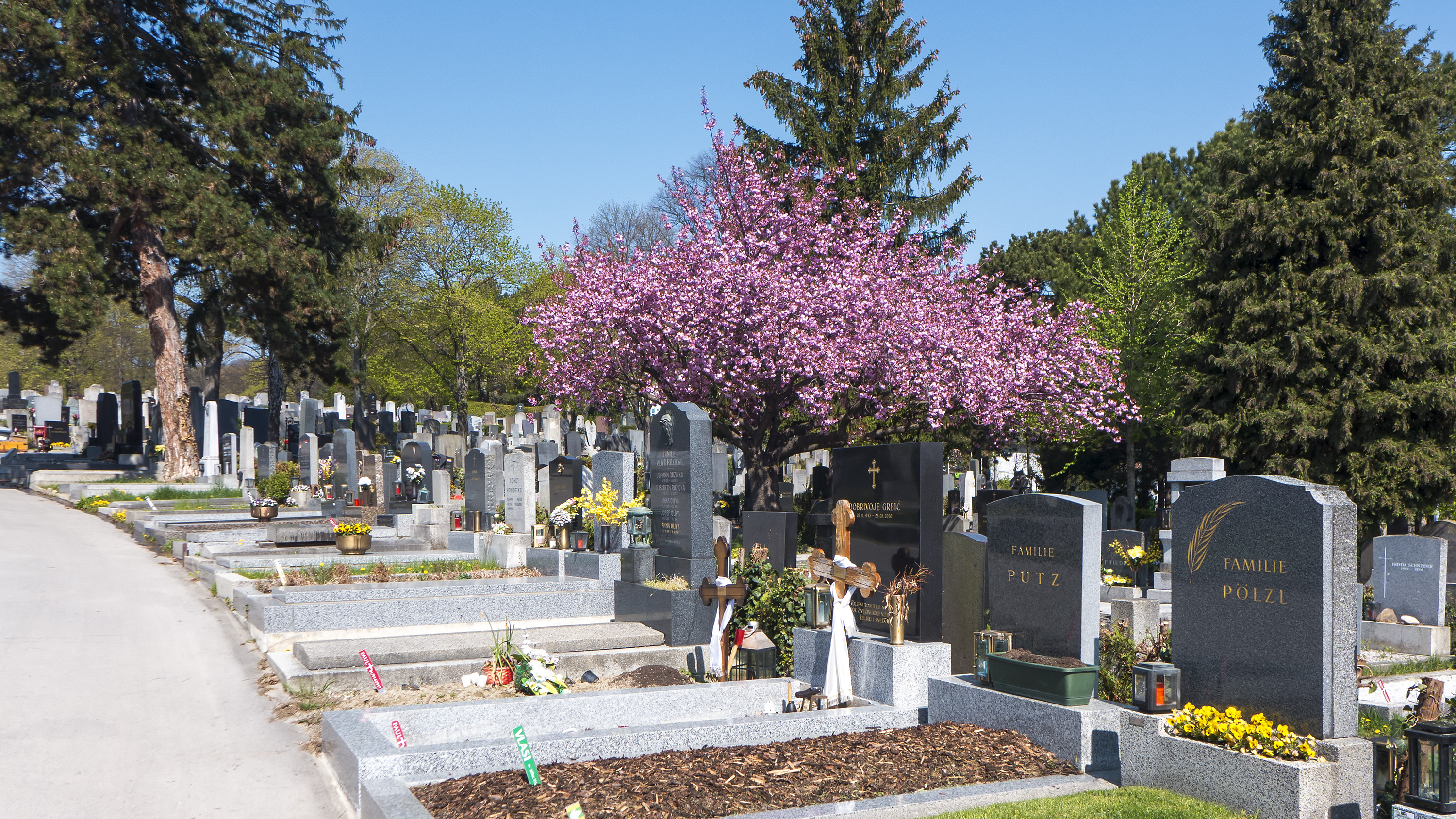
Im Friedhof

Der Ottakringer Friedhof liegt im Westen des Bezirks Ottakring am Gallitzinberg (Gallitzinstraße 5). Er befindet sich inmitten eines locker verbauten Wohngebiets zwischen Johann-Staud-Straße und Gallitzinstraße. Wiens sechstgrößter Friedhof umfasst eine Fläche von 173.461 m² und derzeit rund 28.000 Grabstellen.

## Geschichte

### Alte Ottakringer Friedhöfe

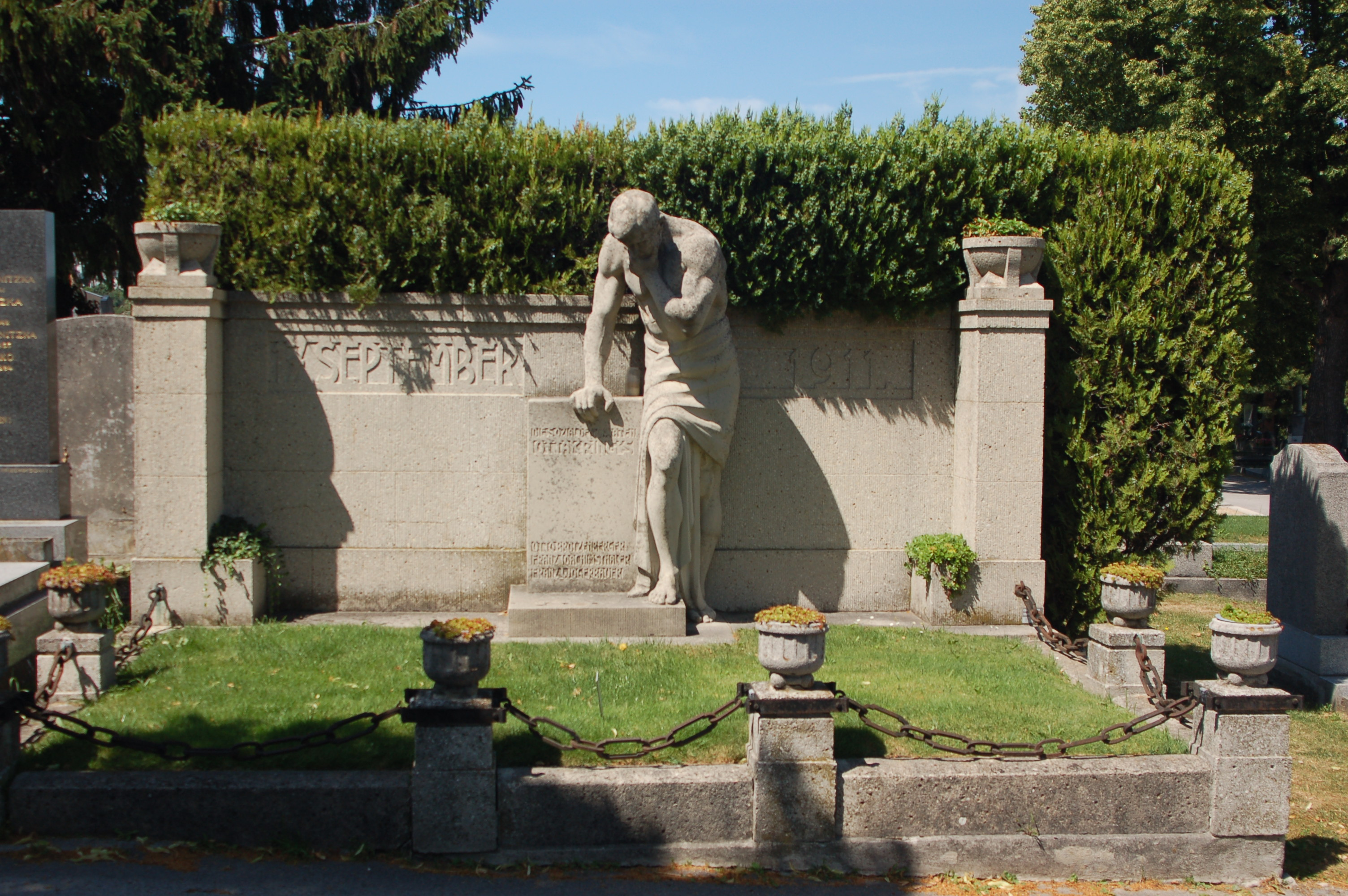
Denkmal für die Opfer der Teuerungsrevolte

Erstmals wird ein Friedhof auf dem Gebiet Ottakrings im Jahr 1230 urkundlich erwähnt. Der Friedhof bestand bereits zur damaligen Zeit am heutigen Friedhofsstandort, wobei er sich in etwa auf dem Standort der heutigen Aufbahrungshalle 1 erstreckte, wo sich die Pfarrkirche St. Lambert befand. Im Mittelalter und der frühen Neuzeit wurden auch die Seuchenopfer auf dem Ottakringer Friedhof bestattet. Nachdem die Kapazitäten für Seuchenopfer jedoch 1713 erschöpft waren, wurde auf dem Gebiet zwischen den heutigen Straßenzügen Gaullachergasse/Friedmanngasse ein eigener Seuchenfriedhof angelegt. Der Friedhof wurde in der Folge der Gemeinde Neulerchenfeld abgetreten, die den Friedhof bis zur Kirchstetterngasse vergrößerte. Die Auflassung des ehemaligen Seuchenfriedhof wurde 1799 verfügt, wobei die endgültige Schließung des Friedhofes erst 1842 erfolgte. Als Ersatz erwarb die Gemeinde Neulerchenfeld 1832 ein Grundstück auf der Schmelz, das neben dem Schmelzer Friedhof lag. Der neue Friedhof wurde am 9. September 1832 vom Klosterneuburger Propst Jakob Rukenstock zum Neulerchenfelder Friedhof geweiht und blieb bis 1888 in Betrieb. Der Neulerchenfelder Friedhof wurde auf Grund der Vereinigung von Ottakring und Neulerchenfeld zu einem Wiener Gemeindebezirk geschlossen, in der Folge diente der Ottakringer Friedhof für den gesamten Bezirk als Begräbnisstätte.

### Ottakringer Friedhof

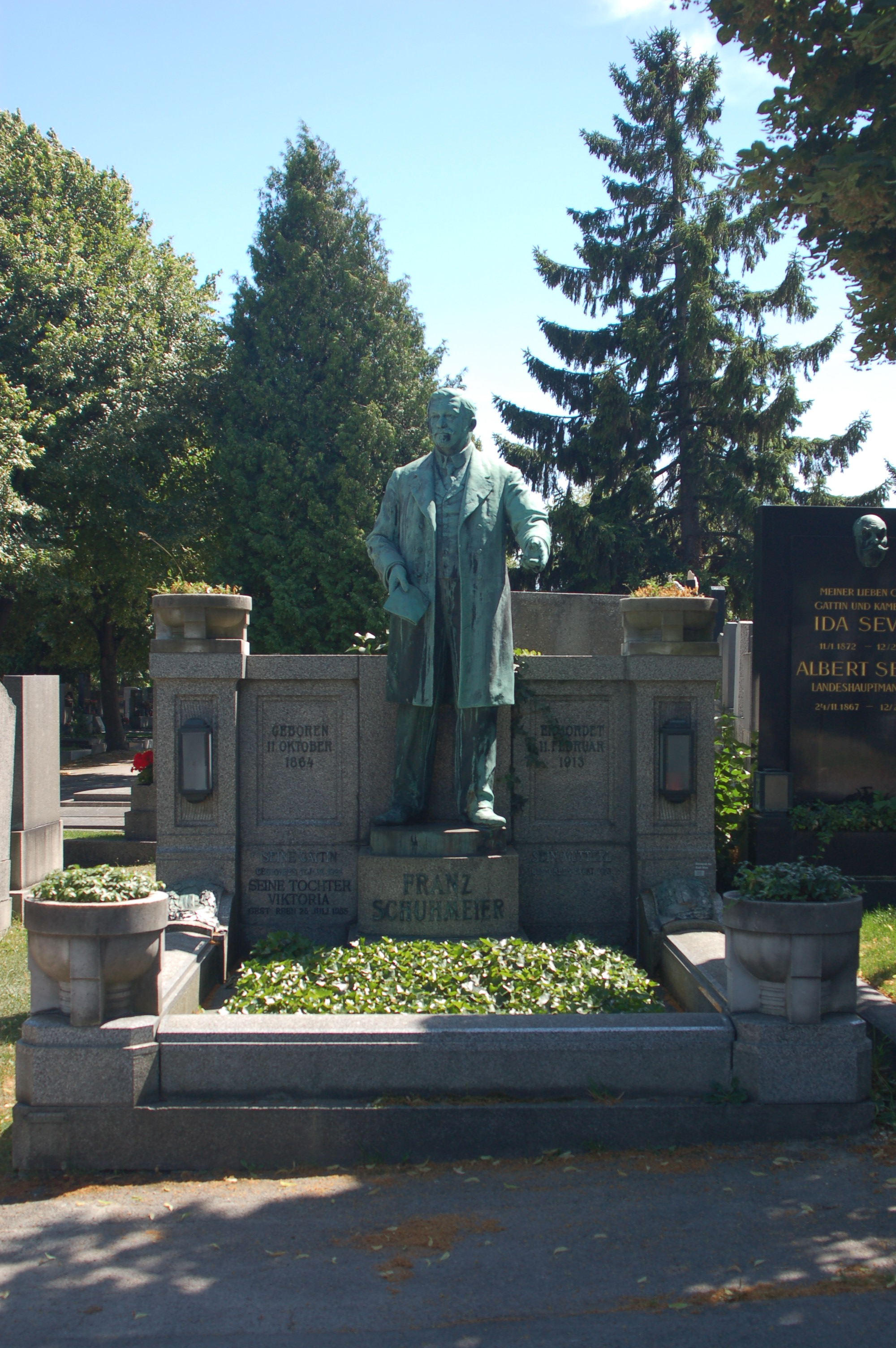
Grabmal von Franz Schuhmeier

Die Bestattungen erfolgte auf dem Ottakringer Friedhof lange Zeit kostenlos oder gegen eine geringe Grabgebühren. Auf Grund von Überbelegung und oftmaligen Erweiterungen wurden jedoch die Gebühren erhöht und die Bestattung von Ortsfremden 1874 untersagt. Auf Grund des starken Wachstums von Ottakring wurde der Ottakringer Friedhof ab 1835 fünfzehn Mal erweitert. Zudem waren laufende Investitionen in die Infrastruktur notwendig. 1863 erfolgte der Antrag auf ein Leichenhaus mit einer Wohnung für den Totengräber, 1879 bewilligte die Gemeinde die Einfriedung des bisher offenen Friedhofareals. 1885 erfolgte die Errichtung einer Kapelle, 1903 beschloss der Gemeinderat den Ankauf von Grundstücken für den Bau eines Verwaltungsgebäudes, einer Einsegnungshalle und einer Leichenkammer. Die Toranlage des heutigen Hauptportals stammt aus dem Jahr 1935. Die Aufbahrungshalle 2 wurde von 1969 bis 1985 durch den Architekten Erich Boltenstern umgebaut und für die Benutzung bei Erdbestattungen und Kremationsfeiern adaptiert. Gleichzeitig wurde der Zeremonienraum der Aufbahrungshalle 1 umgestaltet, das Altarkreuz schuf der Maler Hermann Bauch.
Die Beerdigung des populären Arbeiterführers Franz Schuhmeier am Ottakringer Friedhof vom 16. Februar 1913 war Wiens bis dahin größte Demonstration. Es nahmen – die Angaben schwanken – bis zu einer halben Million Trauergäste teil. Hier befinden sich auch die Gräber vieler Opfer der Februarkämpfe des Jahres 1934. Der Friedhof ist geprägt von langen Alleen mit dunklen hohen Stelen der reichen Gewerbetreibenden aus Alt-Ottakring.

## Grabstätten bedeutender Persönlichkeiten

### Ehrenhalber gewidmete Gräber

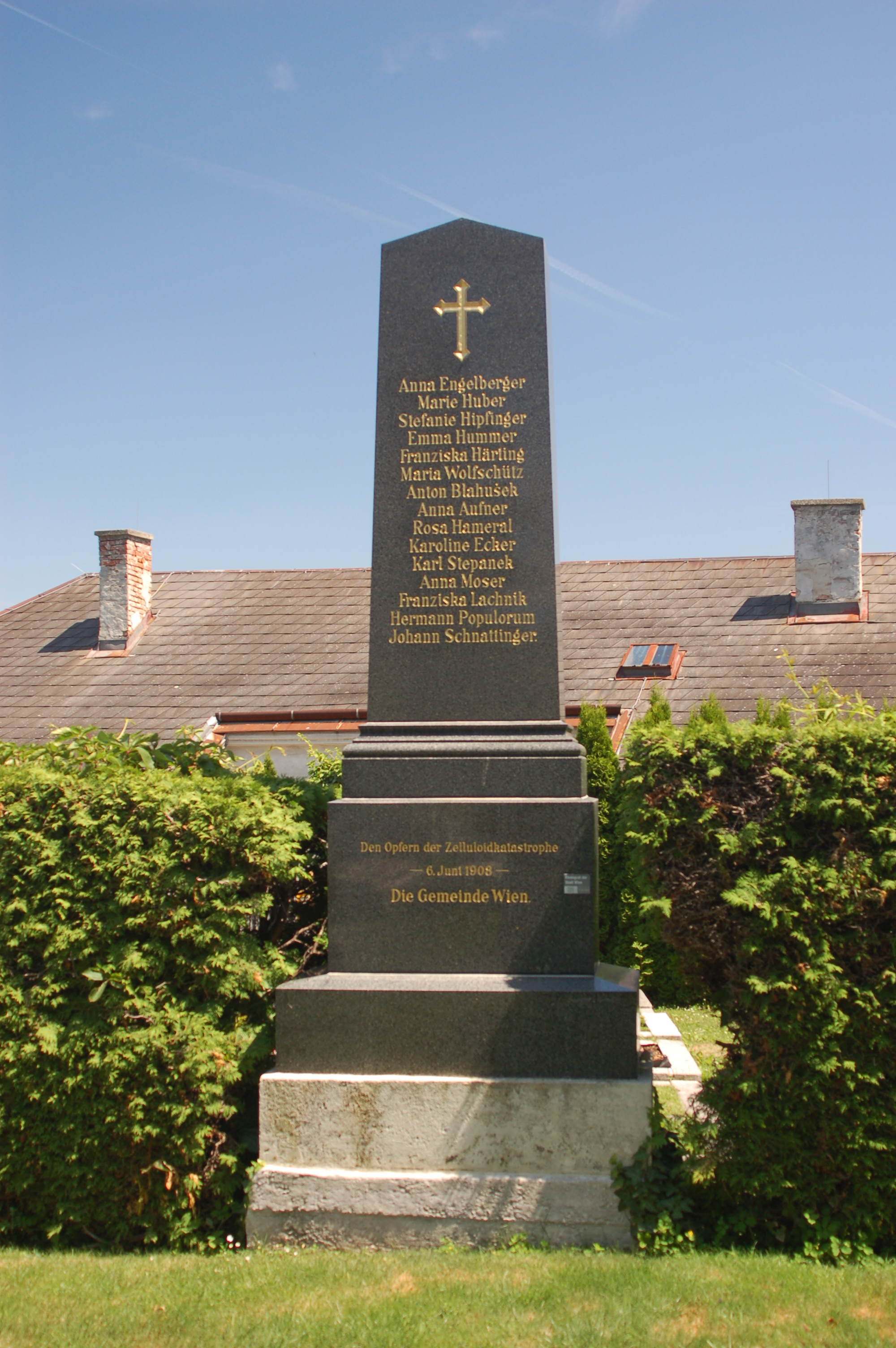
Grabmal für die Opfer der Zelluloidkatastrophe 1908

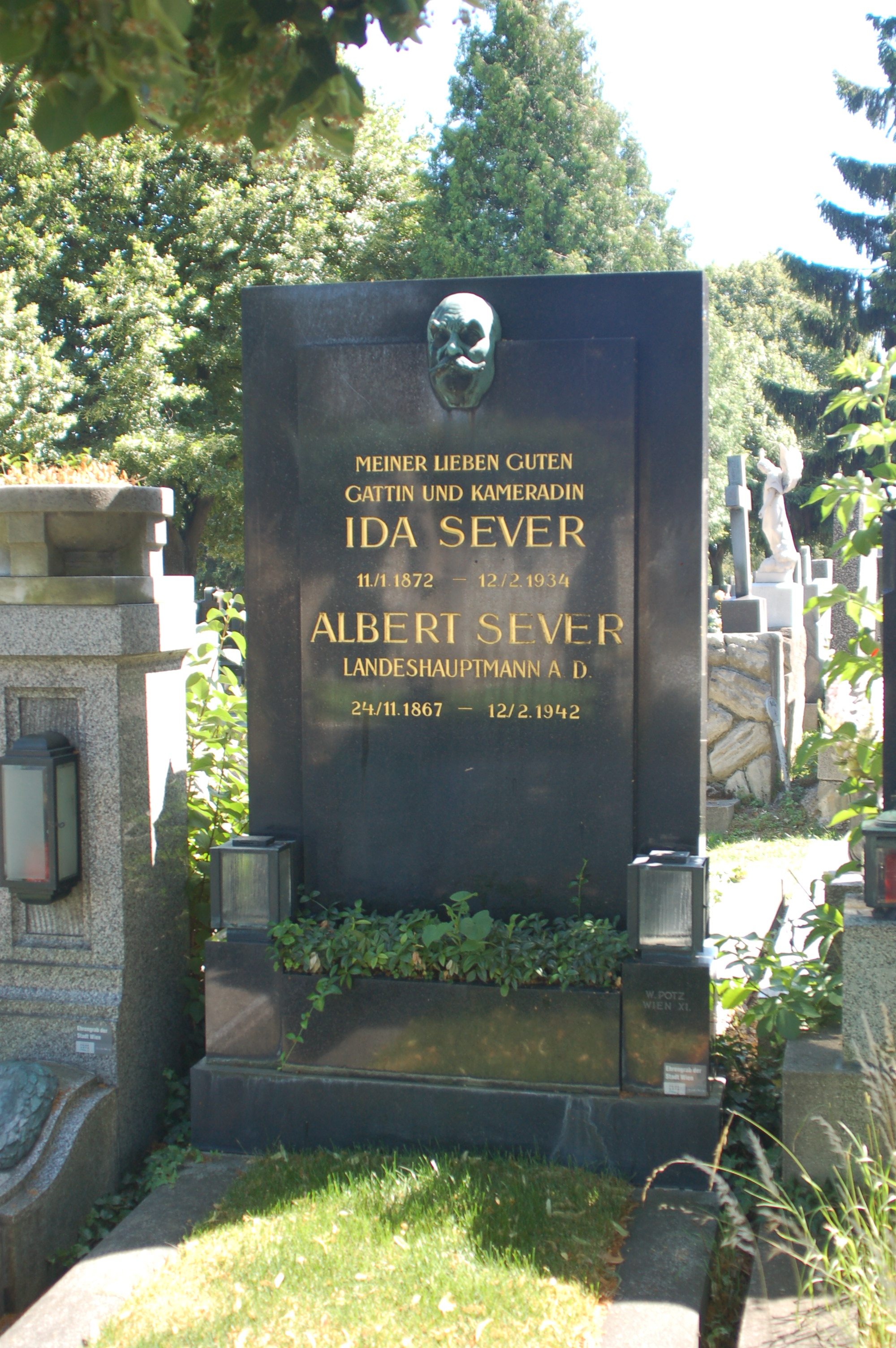
Grabmal für Albert Sever

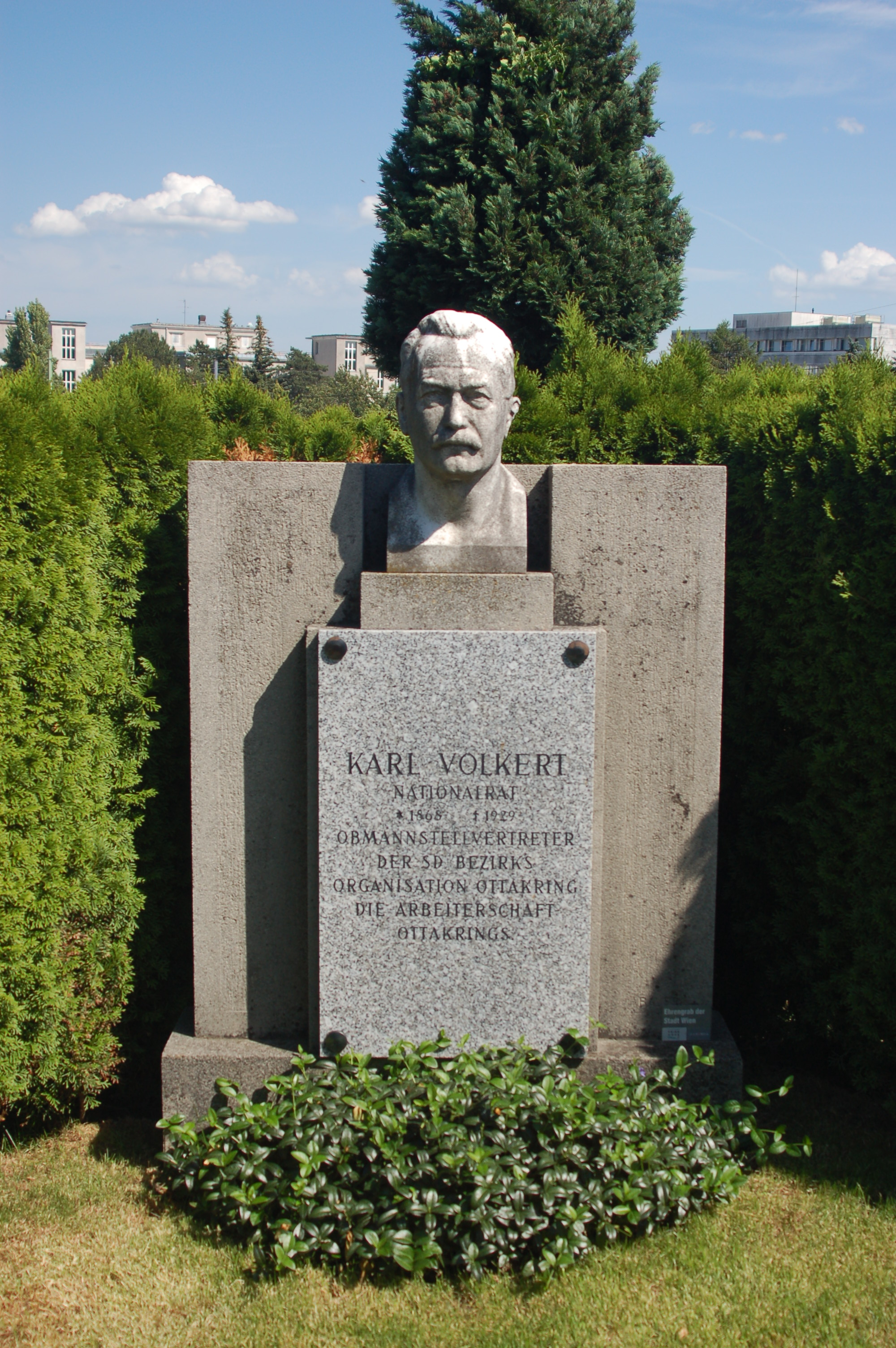
Grabmal für Karl Volkert

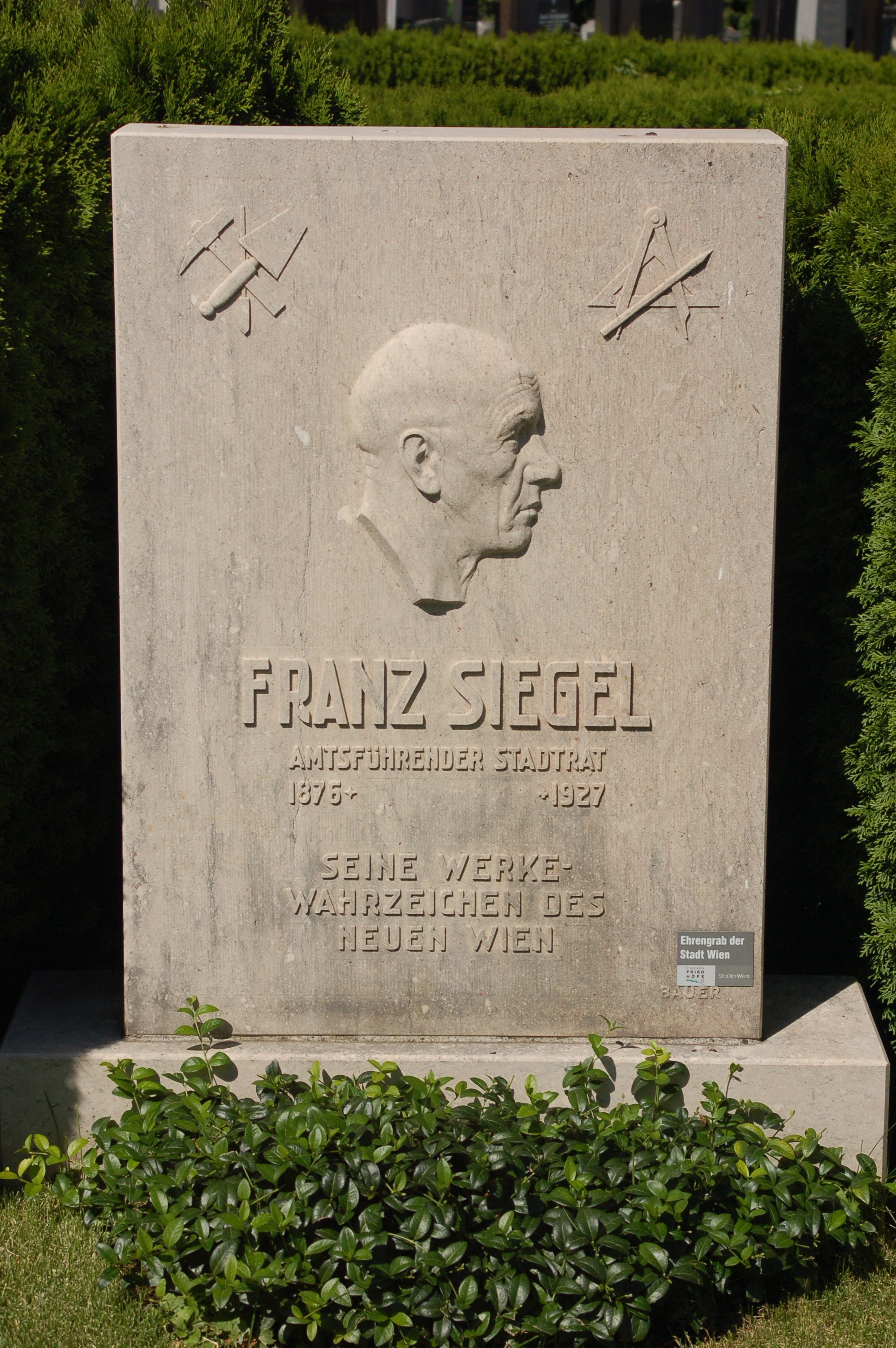
Grabmal für Franz Siegel

Der Ottakringer Friedhof weist 44 ehrenhalber gewidmete Gräber auf. Dazu zählen auch die Gräber von 15 Opfern einer Zelluloidexplosion in der Fabrik Sailer am 6. Juni 1908.
| Name                  | Lebensdaten | Tätigkeit                                   |
| --------------------- | ----------- | ------------------------------------------- |
| Ferdinand Blatt       | –1934       | Februaropfer 1934                           |
| Karl Bohuslawek       | 1836–1886   | Sekretär des Kronprinzen Rudolf             |
| Otto Brötzenberger    | –1886       | Opfer der Teuerungsrevolte 1911             |
| Christine Busta       | 1915–1987   | Lyrikerin                                   |
| Georg Dänzer          | 1848–1893   | Schrammelmusiker                            |
| Anton David           | 1849–1924   | Politiker                                   |
| Franz Edelbauer       | 1854–1911   | Wohltäter und Pfarrer                       |
| Johann Frankovsky     | 1888–1945   | Komponist und Textdichter                   |
| Johann Gasser         | 1846–1896   | Industrieller                               |
| Rudolf Gmeiner        | 1880–1924   | Konzertsänger                               |
| Kurt Girk             | 1932–2019   | Sänger                                      |
| Franz Höbling         | 1886–1965   | Hofschauspieler und Opernsänger             |
| Josef Hornig          | 1861–1911   | Volkssänger und Schriftsteller              |
| Robert Joachimovitz   | 1892–1970   | Universitätsprofessor                       |
| Franz Joachimsthaler  | –1911       | Opfer der Teuerungsrevolte                  |
| Josef Kaderka         | 1910–1993   | Textautor, Komponist, Musiker, Maler        |
| Karl Kantner          | 1855–1925   | Verbandsobmann der Freiwilligen Feuerwehren |
| Gerhard Kofler        | 1949–2005   | Schriftsteller                              |
| Adam Latschka         | 1872–1905   | Pfarrer                                     |
| Johann Friedrich Laux | –1911       | Pfarrer                                     |
| Walter Nausch         | 1907–1957   | Bundeskapitän des ÖFB                       |
| Josef Raitmann        | 1876–1912   | Hornist und Feuerwehrmann                   |
| Grete Rehor           | 1910–1987   | Bundesministerin                            |
| Hansl Schmid          | 1897–1987   | Wienerliedersänger                          |
| Heinrich Schoof       | 1865–1939   | Komponist und Chormeister                   |
| Franz Schuhmeier      | 1864–1913   | Politiker                                   |
| Albert Sever          | 1867–1942   | Politiker                                   |
| Franz Siegel          | 1876–1927   | Politiker                                   |
| Franz Ullreich        | –1958       | Politiker                                   |
| Karl Volkert          | 1868–1929   | Politiker                                   |
| Franz Wögerbauer      | –1911       | Opfer der Teuerungsrevolte                  |

### Gräber weiterer Persönlichkeiten
Weitere bedeutende Persönlichkeiten, die am Ottakringer Friedhof begraben sind:
| Name                     | Lebensdaten | Tätigkeit                                         |
| ------------------------ | ----------- | ------------------------------------------------- |
| Paul Badura-Skoda        | 1927–2019   | Pianist                                           |
| Eva Badura-Skoda         | 1929–2021   | Musikwissenschaftlerin                            |
| Alfred Baldia            | 1913–1997   | Brieftaubenzüchter und Unternehmer                |
| Ferdinand Baldia         | 1860–1936   | Architekt und Stadtbaumeister in Ottakring        |
| Ferdinand Mathias Baldia | 1818–1869   | Baumeister und Gemeinderatsmitglied von Ottakring |
| Josef Baldia             | 1845–1912   | Architekt                                         |
| Eduard Bauer             | 1894–1948   | Fußballspieler                                    |
| Otto F. Beer             | 1910–2002   | Journalist und Schriftsteller                     |
| Gerald Bisinger          | 1936–1999   | Lyriker                                           |
| Jaromír Borek            | 1928–1997   | Schauspieler                                      |
| Oskar Bottoli            | 1921–1995   | Bildhauer                                         |
| Kurt Buchinger           | 1935–2019   | Politiker                                         |
| Theodor Charlemont       | 1859–1938   | Bildhauer                                         |
| Richard Czapek           | 1913–1997   | Komponist und Wienerliedersänger                  |
| Adolf Czettel            | 1924–1988   | Politiker                                         |
| Wilfried Daim            | 1923–2016   | Psychologe und Autor                              |
| Gustav Deutsch           | 1952–2019   | Filmkünstler                                      |
| Walter Deutsch           | 1923–2025   | Musikwissenschaftler                              |
| Vinzenz Dittrich         | 1893–1965   | Fußballspieler                                    |
| Anton Duhan              | 1882–1958   | Richter und Reichsanwalt                          |
| Eduard Frühwirth         | 1908–1973   | Fußballspieler                                    |
| Martha Frühwirt          | 1924–1998   | Selbsthilfegruppe-Gründerin                       |
| Adolf Czettel            | 1924–1988   | Politiker                                         |
| Johann Goldschmid        | 1919–1981   | Radrennfahrer                                     |
| Heinz Grill              | 1909–1983   | Historiker                                        |
| Hans Grötzer             | 1928–2019   | Geiger                                            |
| Viktor Hammer            | 1913–1986   | Bildhauer                                         |
| Walter Haummer           | 1928–2008   | Fußballspieler                                    |
| Kurt Heller              | 1919–1990   | Politiker                                         |
| Adolf Heinrich Hobel     | 1910–1995   | Botschafter                                       |
| Edmund Holzfeind         | 1897–1974   | Politiker                                         |
| Adrian Hoven             | 1922–1981   | Schauspieler, Regisseur und Filmproduzent         |
| Karl Hodina              | 1935–2017   | Musiker und Maler                                 |
| Wilhelm Kaufmann         | 1895–1975   | Maler                                             |
| Ernst Kein               | 1928–1985   | Autor, Mundartdichter                             |
| Peter Heinz Kersten      | 1929–2004   | Zauberkünstler, Wienerliedinterpret               |
| Herbert Klauser          | 1916–2009   | Schriftsteller                                    |
| Erwin Klein              | 1924–1983   | Unternehmer                                       |
| Richard Kurfürst         | 1909–1991   | Journalist                                        |
| Maximilian Kreuzer       | 1960–2010   | Physiker                                          |
| Alfred Lehr              | 1924–2011   | Bankkaufmann                                      |
| Hermann Lein             | 1920–2006   | Autor und Widerstandskämpfer                      |
| Elisabeth Lichtenberger  | 1925–2017   | Geografin                                         |
| Herbert Link             | 1944–2018   | Filmemacher                                       |
| Anestis Logothetis       | 1921–1994   | Komponist                                         |
| Karl Lugmayer            | 1892–1972   | Volksbildner                                      |
| Bob Martin               | 1922–1998   | Sänger                                            |
| Alfred Migsch            | 1901–1975   | Politiker                                         |
| Wilhelmine Moik          | 1894–1970   | Politikerin                                       |
| Hans Müller              | 1873–1937   | Bildhauer                                         |
| Heinz Ockermüller        | 1921–1994   | Filmarchitekt                                     |
| Herta Pammer             | 1905–1995   | Vorsitzende der Katholischen Frauenbewegung       |
| Erich Wolfgang Partsch   | 1959–2014   | Musikwissenschaftler                              |
| Josef Pecanka            | 1925–2015   | Eishockeyspieler                                  |
| Günter Pernhaupt         | 1936–1999   | Mediziner und Psychotherapeut                     |
| Franz Pfaudler           | 1893–1956   | Schauspieler                                      |
| Hubert Pfoch             | 1920–2008   | Vizebürgermeister Wiens                           |
| Karl Prachar             | 1925–1994   | Mathematiker                                      |
| Ernst Robetschek         | 1912–1972   | Jurist und Politiker                              |
| Wolfgang Schiesterl      | 1983–2011   | Volleyballspieler                                 |
| Max Schipper             | 1900–1951   | Schauspieler und Regisseur                        |
| Karl Schmalhofer         | 1871–1960   | Architekt                                         |
| Kurt Schmied             | 1926–2007   | Fußballspieler                                    |
| Emmy Schörg              | 1930–2020   | Schauspielerin                                    |
| Anton Schwaiger          | 1911–1975   | Politiker                                         |
| Franz Senghofer          | 1904–1998   | Erwachsenenbildner                                |
| Johann Staud             | 1882–1939   | Politiker                                         |
| Johannes B. Torelló      | 1920–2011   | Geistlicher                                       |
| Josef Uridil             | 1895–1962   | Fußballspieler                                    |
| Hermann Vetters          | 1915–1993   | Archäologe                                        |
| Franz Weselik            | 1903–1962   | Fußballspieler                                    |
| Rudolf Wiszkoczil        | 1870–1925   | Architekt                                         |